# Невгозеро
Невгозеро — пресноводное озеро на территории Кестеньгского сельского поселения Лоухского района Республики Карелии.

## Общие сведения
Площадь озера — 8,3 км², площадь водосборного бассейна — 112 км². Располагается на высоте 92,0 метров над уровнем моря.
Форма озера лопастная, продолговатая: оно более чем на шесть километров вытянуто с запада на восток. Берега изрезанные, каменисто-песчаные, преимущественно возвышенные, скалистые.
Через озеро течёт река Невга, берущая начало из озера Ханкусъярви и втекающая в реку Ковду, впадающую, в свою очередь, в Белое море.
В озере расположено не менее трёх небольших безымянных островов.
К востоку от озера проходит автодорога местного значения.
Населённые пункты вблизи водоёма отсутствуют.
Код объекта в государственном водном реестре — 02020000511102000000949.